# 동광산 요금소
동광산 요금소(東光山料金所, E.Gwangsan TG)는 광주광역시 광산구 무안광주고속도로 38 (지죽동)에 위치한 무안광주고속도로 본선 상의 요금소이다. 서광산 나들목에서 동쪽으로 약 3.4km 떨어진 곳에 있다.
2008년 5월 28일 무안광주고속도로의 나주 나들목에서 운수 나들목까지 구간이 개통하면서 영업을 개시했다.
2020년 11월 25일, 다차로 하이패스 완공과 함께 영업을 시작하였다.

## 광주 방향
- 하이패스 전용 진출차로 : 1,2차로
- 일반 진출차로 : 3,4,5,6,7,8,9차로

## 무안공항 방향
- 하이패스 전용 진출차로 : 1,2,5차로
- 일반 진입차로 : 3,4,5차로

## 연혁
- 2008년 5월 28일 : 무안광주고속도로 나주 나들목에서 운수 나들목까지 구간 개통과 동시에 영업 개시
- 2020년 11월 25일 : 다차로 하이패스 완공과 동시에 영업 개시.

## 교통량 정보
| 요금소          | 통행량 (대/일) | 통행량 (대/일) | 통행량 (대/일) | 통행량 (대/일) | 통행량 (대/일) | 통행량 (대/일) | 통행량 (대/일) | 통행량 (대/일) | 통행량 (대/일) | 통행량 (대/일) | 각주  |
| 요금소          | 2007년         | 2008년         | 2009년         | 2010년         | 2011년         | 2012년         | 2013년         | 2014년         | 2015년         | 2016년         | 각주  |
| --------------- | -------------- | -------------- | -------------- | -------------- | -------------- | -------------- | -------------- | -------------- | -------------- | -------------- | ----- |
| 동광산 (폐쇄식) | 미개통         | 9,387          | 11,328         | 12,260         | 13,044         | 13,338         | 13,911         | 14,494         | 15,814         | 16,890         | [ 1 ] |
| 요금소          | 2017년         | 2018년         | 2019년         |                |                |                |                |                |                |                | [ 1 ] |
| 동광산 (폐쇄식) | 18,307         | 19,057         | 20,754         |                |                |                |                |                |                |                | [ 1 ] |